# Grant Holloway
Grant Holloway (født 19. november 1997) er en hækkeløber fra USA.
Han vandt 110 m hækkeløb i verdensmesterskaberne i atletik 2019 i Doha, i verdensmesterskaberne 2022 i Eugene og i verdensmesterskaberne 2023 i Budapest.
Han vandt sølv over distancen 110 m hækkeløb ved sommer-OL 2020, der blev afholdt i Tokyo i 2021.